# Бавинкель
Бавинкель (нем. Bawinkel) — коммуна в Германии, в земле Нижняя Саксония.
Входит в состав района Эмсланд. Подчиняется управлению Ленгерих. Население составляет 2386 человек (на 31 декабря 2010 года). Занимает площадь 20,34 км².